# Fin d'un désert
Fin d'un désert (en francès la fi d'un desert) és un curtmetratge francès dirigit el 1960 per Robert Ménégoz.

## Argument
El curtmetratge mostra les condicions de treball del personal responsable de fer un oleoducte al Sàhara als anys cinquanta.

## Premis
Conquilla d'Or al millor curtmetratge al Festival Internacional de Cinema de Sant Sebastià 1960